# Rosina Lippi-Green

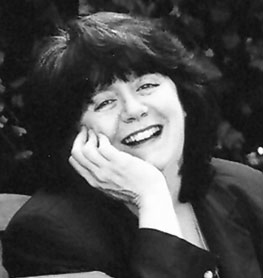

Rosina Lippi-Green (ur. 14 stycznia 1956 w Chicago) – amerykańska pisarka i językoznawczyni. Pod pseudonimem Sara Donati pisze beletrystykę historyczną. Autorka powieści Homestead.
W dziedzinie socjolingwistyki zajmowała się problematyką dyskryminacji językowej, stereotypów językowych i wpływem cech własnego języka (akcentu, dialektu) na funkcjonowanie w społeczeństwie. Jest autorką istotnej publikacji English with an Accent: Language, Ideology, and Discrimination in the United States.